# Гуаймальен (департамент)
Департамент Гуаймальен  (исп. Departamento de Guaymallen) — департамент в Аргентине в составе провинции Мендоса.
Территория — 164 км². Население — 283803 человек. Плотность населения — 1730,50 чел./км².
Административный центр — Вилья-Нуэва.

## География
Департамент расположен в центральной части провинции Мендоса.
Департамент граничит:
- на севере — с департаментом Лас-Эрас
- на северо-востоке — с департаментом Лавалье
- на востоке и юге  — с департаментом Майпу
- на юго-западе — с департаментом Годой-Крус
- на западе — с департаментом Мендоса

## Административное деление

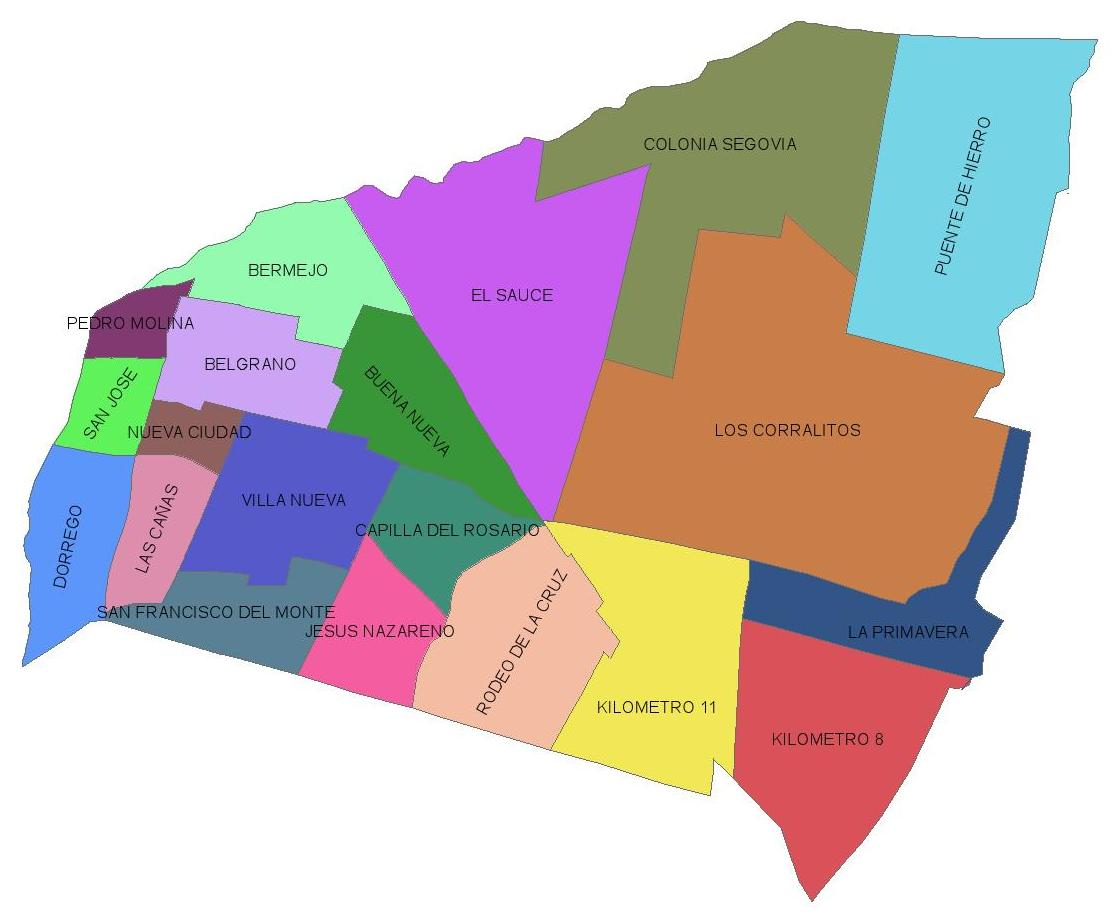

Департамент состоит из 21 дистрикта:

| - Бельграно - Бермехо - Буэна-Нуэва - Капилья-дель-Росарио - Колония-Сеговия - Доррего - Эль-Саусе - Хесус-Насарено - Километро 8 - Километро 11 | - Ла-Примавера - Лас-Каньяс - Лос-Корралитос - Нуэва-Сьюдад - Педро-Молина - Пуэнте-де-Йерро - Родео-де-ла-Крус - Сан-Франсиско-дель-Монте - Сан-Хосе - Вилья-Нуэва |

## Важнейшие населенные пункты[2]
| № | Населённый пункт         | Населённый пункт (исп.)  | Категория   | Население чел. (2010) | На карте                        |
| - | ------------------------ | ------------------------ | ----------- | --------------------- | ------------------------------- |
| 1 | Гуаймальен (Вилья-Нуэва) | Guaymallén (Villa Nueva) | агломерация | 252618                | 32°54′03″ ю. ш. 68°47′19″ з. д. |
| 2 | Пуэнте-де-Йерро          | Puente de Hierro         | город       | 7524                  | 32°52′24″ ю. ш. 68°40′32″ з. д. |
| 3 | Колония-Сеговия          | Colonia Segovia          | город       | 4271                  | 32°51′00″ ю. ш. 68°43′07″ з. д. |
| 4 | Ла-Примавера             | La Primavera             | поселок     | 1164                  | 32°55′22″ ю. ш. 68°40′13″ з. д. |
| 5 | Лос-Корралитос           | Los Corralitos           | поселок     | 942                   | 32°54′04″ ю. ш. 68°41′48″ з. д. |

#### Агломерация Гуаймальен
- входит в агломерацию Гран Мендоса.

| №  | Населённый пункт         | Населённый пункт (исп.) | Категория | Население чел. (2010) | На карте                        |
| -- | ------------------------ | ----------------------- | --------- | --------------------- | ------------------------------- |
| 1  | Бельграно                | Belgrano                | город     | —                     | 32°53′02″ ю. ш. 68°47′50″ з. д. |
| 2  | Бермехо                  | El Bermejo              | город     | —                     | 32°52′06″ ю. ш. 68°47′38″ з. д. |
| 3  | Буэна-Нуэва              | Buena Nueva             | город     | —                     | 32°53′41″ ю. ш. 68°45′41″ з. д. |
| 4  | Капилья-дель-Росарио     | Capilla del Rosario     | город     | —                     | 32°54′23″ ю. ш. 68°45′45″ з. д. |
| 5  | Доррего                  | Dorrego                 | город     | —                     | 32°54′26″ ю. ш. 68°49′52″ з. д. |
| 6  | Эль-Саусе                | El Sauce                | город     | —                     | 32°51′45″ ю. ш. 68°45′01″ з. д. |
| 7  | Хесус-Насарено           | Jesús Nazareno          | город     | —                     | 32°55′34″ ю. ш. 68°46′42″ з. д. |
| 8  | Лас-Каньяс               | Las Cañas               | город     | —                     | 32°54′22″ ю. ш. 68°48′31″ з. д. |
| 9  | Нуэва-Сьюдад             | Nueva Ciudad            | город     | —                     | 32°53′42″ ю. ш. 68°48′10″ з. д. |
| 10 | Педро-Молина             | Pedro Molina            | город     | —                     | 32°52′39″ ю. ш. 68°49′02″ з. д. |
| 11 | Сан-Франсиско-дель-Монте | San Francisco del Monte | город     | —                     | 32°55′25″ ю. ш. 68°48′30″ з. д. |
| 12 | Сан-Хосе                 | San José                | город     | —                     | 32°53′32″ ю. ш. 68°49′14″ з. д. |
| 13 | Вилья-Нуэва              | Villa Nueva             | город     | —                     | 32°53′54″ ю. ш. 68°47′09″ з. д. |